# مجتبى الشقاق
مجتبى جعفر الشقاق هو لاعب كرة قدم سعودى يلعب لنادي النهضة.
تدرج في الفئات السنية بنادي هجر و لعب بعدها مع نادي الروضة ونادي هجر ونادي العمران ونادي الجيل ونادي عفيف ونادي النهضة.